# Alloeomorphus
Alloeomorphus es un género de escarabajos longicornios de la tribu Acanthocinini que contiene una sola especie, Alloeomorphus formosus. La especie fue descrita por Monné M. L. & Monné M. A. en 2011.
Se distribuye por Bolivia y Brasil. Mide aproximadamente 5,9 milímetros de longitud.